# Scorpion (art martial)
Pour les articles homonymes, voir Scorpion (homonymie).
Le scorpion (en chinois Xie zi quan) est une pratique du kung fu qui procède par imitation du scorpion : Coriace, petit, avec une queue redoutablement mortelle.

## Technique

### Externe

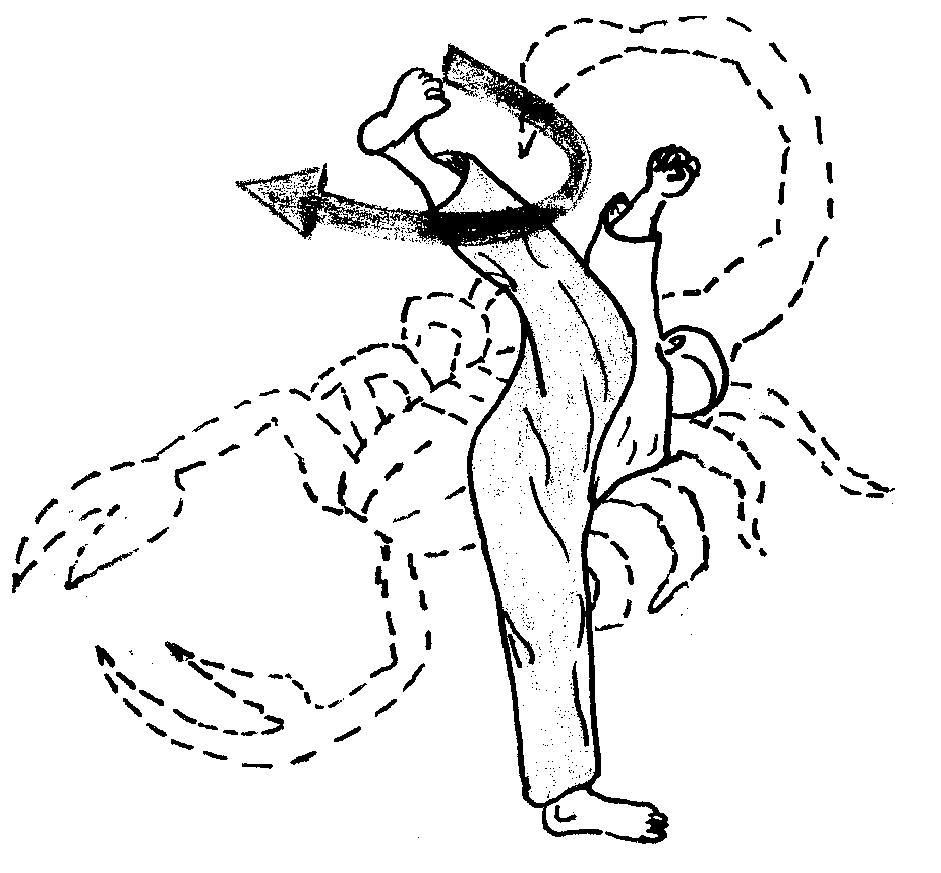
Représentation de l'art du scorpion.

Dans le style externe du scorpion, l'observation et la réalisation sont en adéquation par la position de base (sur les mains, une jambe courbée en arrière vers le haut, l'autre jambe pliée en appui au sol). Les déplacements se font latéralement, et des acrobaties y sont intégrées.